# Peter Skene Ogden
Peter Skene Ogden (Québec City, 1794 – Oregon City, 27 settembre 1854) è stato un esploratore canadese.
Oltre che per le sue pionieristiche esplorazioni negli Stati Uniti d'America occidentali, Ogden viene ricordato per essere stato una delle più controverse personalità nell'ambito del commercio delle pellicce dell'epoca.

## Biografia
Ogden nacque nel 1794 da due genitori di origini britanniche di nome Isaac Ogden e Sarah Hanson, i quali, durante la Rivoluzione americana, si erano schierati con i lealisti. Quando era giovane, Ogden divenne un commerciante di pellicce, e si unì alla Compagnia del Nord-Ovest, che venne unita alla rivale Compagnia della Baia di Hudson nel 1821. Ogden venne assegnato al posto di commercio di Île-à-la-Crosse, nel Saskatchewan, e si guadagnò la notorietà di mercante senza scrupoli. Accusato di coinvolgimento nell'omicidio di un trapper nel 1818, Ogden venne riassegnato a Spokane House, nella regione del fiume Columbia. Ogden divenne leader commerciante della Compagnia nel 1823 e, per molti anni, trattò con i nativi americani di stanza a St. Louis, che facevano concorrenza agli statunitensi nel commercio delle pellicce. Durante gli anni venti, Ogden fece una serie di importanti esplorazioni finalizzate al commercio delle pellicce in varie zone degli Stati Uniti occidentali che lo portarono a scoprire vari monti, laghi e fiumi come il Klamath, l'Humboldt e il Monte Shasta, viaggiò nel sud-ovest dell'Oregon e nel nord della California, e fece la prima ricognizione del versante est della Sierra Nevada. Fu anche il primo individuo ad attraversare il Siskiyou Pass, che collega la California all'Oregon. Tra il 1929 e l'anno seguente fece la sua ultima spedizione durante la quale raggiunse il fiume Colorado e il deserto del Mojave. Durante gli anni trenta e fino alla metà del decennio successivo, Ogden sovrintese il commercio della Columbia Britannica. Nel 1844 andò a Londra per trovare una risoluzione inerente alla disputa sui confini dell'Oregon. Nel 1846 divenne capo di Fort Vancouver, incarico che spettava precedentemente a Jean Baptiste McLoughlin. Nel 1847 prestò soccorso ai superstiti del massacro Whitman, nel corso del quale morirono quattordici individui, tra cui il missionario Marcus Whitman. Nel corso della sua vita sfruttò più volte il suo prestigio per evitare spargimenti di sangue tra gli indiani delle Montagne Rocciose. Nel 1853 pubblicò un libro di memorie intitolato Traits of American-Indian Life and Character. Ogden morì l'anno seguente.

## Vita privata
Durante la sua vita, Ogden sposò Julia Rivet e due native americane. Poliglotta, Ogden parlava fluentemente il francese e conosceva alcune lingue dei nativi.

## Opere
- Traits of American-Indian Life and Character, 1853